# 布拉德 (加利福尼亞州)
布拉德（英語：Bullard）是位於美國加利福尼亞州埃爾多拉多縣的一個非建制地區。該地的面積和人口皆未知。

## 地理
布拉德的座標為38°36′33″N 120°57′41″W / 38.60917°N 120.96139°W，而該地的平均海拔高度為342米（即1122英尺）。